# Мацуока (княжество)
Княжество Мацуока (яп. 松岡藩 Мацуока-хан) — феодальное княжество (хан) в Японии позднего периода Эдо (1602—1871). Мацуока-хан располагался в провинции Хитати (современная префектура Ибараки) на острове Хонсю.

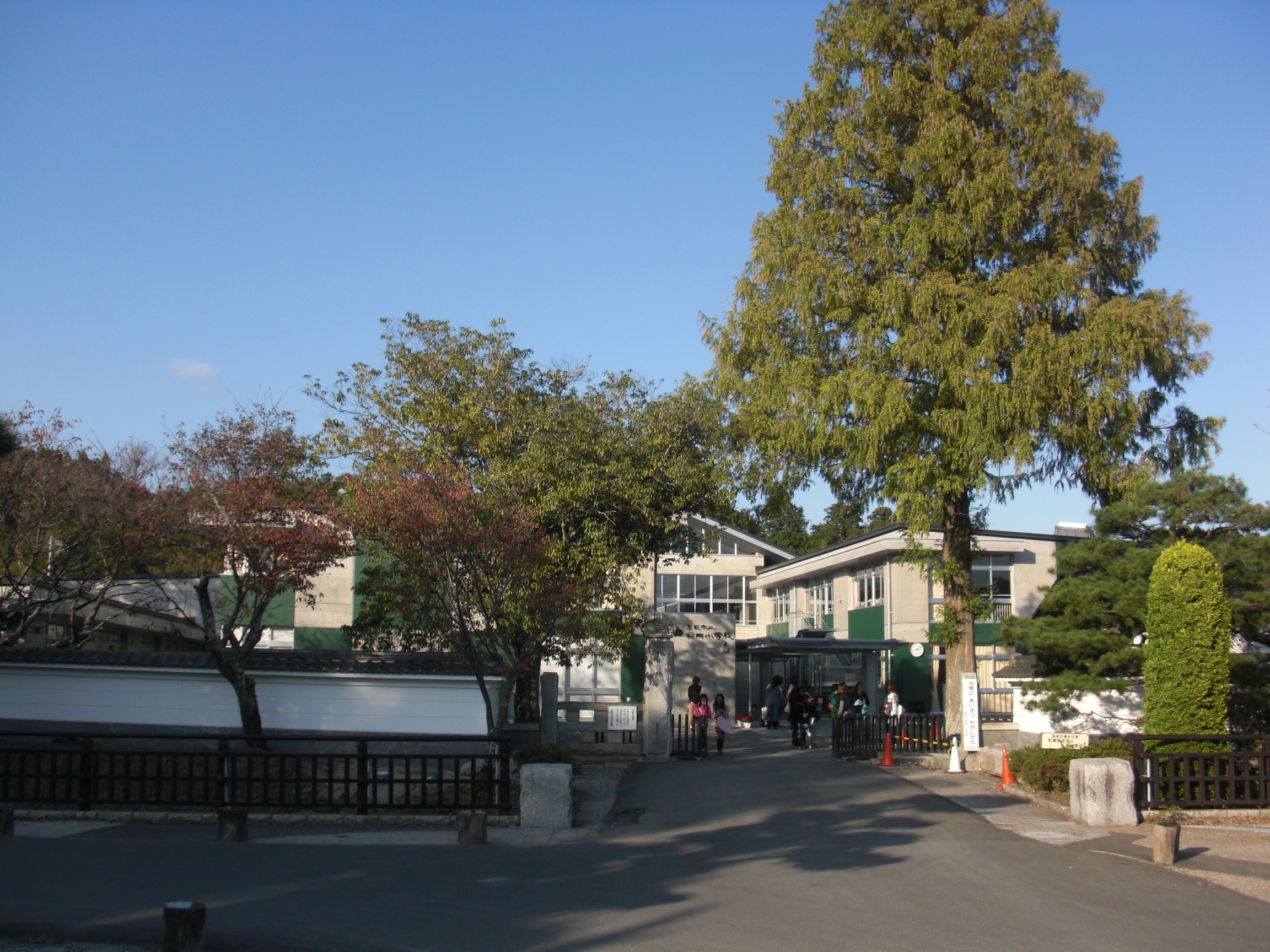
Начальная школа в Мацуоке, расположенная на месте замка Мацуока, резиденции княжества Хитати-Мацуока

Другое название княжества: Хитати-Мацуока-хан (常陸松岡藩).
Административный центр хана: Замок Мацуока в провинции Хитати (современный город Такахаги, префектура Ибараки). За исключением первых двадцати лет, княжество находилось под властью самурайского рода Накаяма.

## История

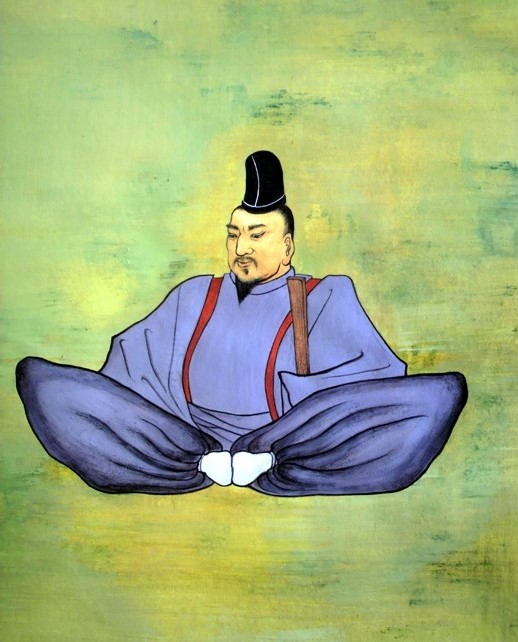
Тодзава Масамори (1585—1648), 1-й даймё Мацуока-хана (1602—1622)

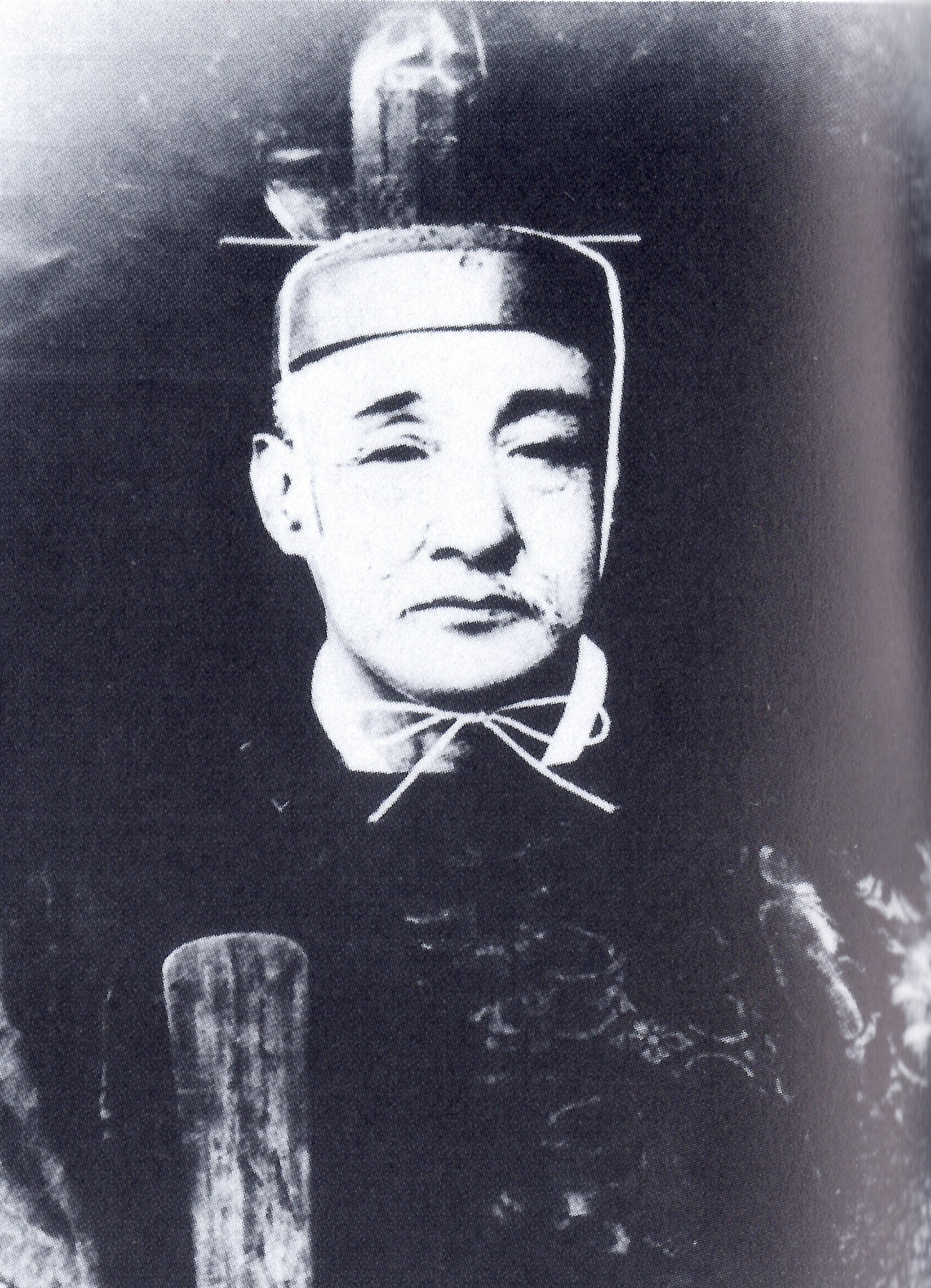
Накаяма Нобуаки (1846—1917), последний (14-й) даймё Мацуока-хана (1861—1871)

В 1600 году после битвы при Сэкигахаре Токугава Иэясу переселил род Сатакэ из его владений в провинции Хитати в провинцию Дэва на севере Японии. В 1602 году часть бывших владений рода Сатакэ получил Тодзава Масамори (1585—1648), основавший Мацуока-хан. Он занимал ряд важных постов в администрации сёгуната Токугава, а затем в 1622 году был переведен в Синдзё-хан в провинции Дэва. Княжество Мацуока было разделено между Мито-ханом (30 000 коку) и Танагура-ханом (10 000 коку).
В 1622 году новым правителем Мацуока-хана был назначен наследственный каро Мито-хана Накаяма Нобуёси (1577—1642). В 1646 году он избрал своей резиденцией замок Мацуока. Его сын и преемник, Накаяма Нобумаса, считался вассалом даймё Токугавы Ёрифусы, а Мацуока-хан (20 000 коку) был признан в качестве дочернего княжества Мито-хана. Потомки Накаямы Нобуёси управляли княжеством Мацуока вплоть до Реставрации Мэйдзи. Накаяма Нобутоси, 6-й даймё Мацуока-хана (1703—1711), перенес свою резиденцию в Ота, и княжеством стало тогда известно как Хитатиота-хан (常陸太田藩). Его потомки проживали в Ота до Накаяма Нобутаки, 10-го даймё (1771—1819), который вернулся в замок Мацуока. Во время Войны Босин (1868—1869) Накаяма Нобуаки, 14-й даймё Мацуока-хана (1857—1871), перешел на сторону императорского правительства Мэйдзи. После Реставрации Мэйдзи в 1868 году Мацуока-хан был окончательно признан независимым от Мито-хана. В 1869 году после отмены статуса даймё Накаяма Нобуаки был назначен губернатором своего княжества.
В июле 1871 года Мацуока-хан был ликвидирован. На территории бывшего княжества была создана префектура Мацуока, которая в ноябре того же года стала частью префектуры Ибараки.
По переписи 1869 года в Мацуока-хане проживало 12 805 человек в 2 842 домохозяйствах.

## Список даймё
| #                               | Имя и годы жизни                            | Годы правления | Титул                       | Ранг                    | Кокудара    |
| ------------------------------- | ------------------------------------------- | -------------- | --------------------------- | ----------------------- | ----------- |
| Род Тодзава (тодзама) 1602—1622 |                                             |                |                             |                         |             |
| 1                               | Тодзава Масамори (1585-1648) (яп. 戸沢政盛) | 1602-1622      | Укё-но-сукэ (右京亮)        | Пятый нижний (従五位下) | 40,000 коку |
| Род Накаяма (тодзама) 1622—1871 |                                             |                |                             |                         |             |
| 1                               | Накаяма Нобуёси (1577-1642) (яп. 中山信吉)  | 1622-1642      | Бидзэн-но-ками (備前守)     | Пятый нижний (従五位下) | 25,000 коку |
| 2                               | Накаяма Нобумаса (1592-1677) (яп. 中山信政) | 1642-1651      | Хигаси-ити-но-ками (東市正) | Пятый нижний (従五位下) | 25,000 коку |
| 3                               | Накаяма Нобухару (1628-1689) (яп. 中山信治) | 1651-1681      | Бидзэн-но-ками (備前守)     | Пятый нижний (従五位下) | 25,000 коку |
| 4                               | Накаяма Нобуюки (1648-1682) (яп. 中山信行)  | 1681-1682      | Ити-но-ками (市正)          | Пятый нижний (従五位下) | 25,000 коку |
| 5                               | Накаяма Нобунари (1655-1703) (яп. 中山信成) | 1683-1703      | Бидзэн-но-ками (備前守)     | Пятый нижний (従五位下) | 25,000 коку |
| 6                               | Накаяма Нобутоси (1679-1711) (яп. 中山信敏) | 1703-1711      | Бидзэн-но-ками (備前守)     | Пятый нижний (従五位下) | 25,000 коку |
| 7                               | Накаяма Нобуёри (1696-1712) (яп. 中山信順)  | 1711-1712      | Ити-но-ками (市正)          | Пятый нижний (従五位下) | 25,000 коку |
| 8                               | Накаяма Нобумаса (1699-1743) (яп. 中山信昌) | 1712-1743      | Бидзэн-но-ками (備前守)     | Пятый нижний (従五位下) | 25,000 коку |
| 9                               | Накаяма Масанобу (1734-1771) (яп. 中山政信) | 1743-1771      | Бидзэн-но-ками (備前守)     | Пятый нижний (従五位下) | 25,000 коку |
| 10                              | Накаяма Нобутака (1765-1820) (яп. 中山信敬) | 1771-1819      | Биттю-но-ками (備中守)      | Пятый нижний (従五位下) | 25,000 коку |
| 11                              | Накаяма Нобумото (1795-1828) (яп. 中山信情) | 1819-1828      | Биттю-но-ками (備中守)      | Пятый нижний (従五位下) | 25,000 коку |
| 12                              | Накаяма Нобумори (1807-1857) (яп. 中山信守) | 1828-1857      | Бинго-но-ками (備後守)      | Пятый нижний (従五位下) | 25,000 коку |
| 13                              | Накаяма Нобутоми (1844-1861) (яп. 中山信宝) | 1857-1861      | Бидзэн-но-ками (備前守)     | Пятый нижний (従五位下) | 25,000 koku |
| 14                              | Накаяма Нобуаки (1846-1917) (яп. 中山信徴)  | 1861-1871      | Биттю-но-ками (備中守)      | Пятый нижний (従五位下) | 25,000 koku |